# سارة بافان
سارة بافان (مواليد 16 أغسطس 1986) هي لاعبة كرة طائرة شاطئية كندية ولاعبة كرة طائرة سابقة.